# Hoplites
Hoplites ist eine Gattung der Ammoniten aus der Kreidezeit. Sie ist die Typusgattung einer größeren Ammoniten-Familie, der Hoplitidae.

## Merkmale
Das Gehäuse besitzt einen seitlich etwas eingeengten, rechteckigen bis etwas abgeflacht trapezoidalen Querschnitt. Die Gattung zeichnet sich durch besonders kräftige und nach vorn gebogene Rippen aus, die von Verdickungen auf den umbilikalen Schultern ausgehen. Zwischen diese primären Rippen können sich ein oder zwei weitere Rippen, die geringfügig höher ansetzen, einschalten. Die Rippen sind am Venter unterbrochen und stehen sich dort alternierend oder opponierend gegenüber. Sie enden in kleinen Knötchen.

## Vorkommen und stratigraphische Reichweite
Vertreter der Gattung Hoplites werden vor allem in Europa und in Mexiko gefunden. Ein weiteres Vorkommen ist in der Transkaspi-Region, also der asiatischen Seite des Kaspischen Meeres. Im zeitlichen Vorkommen sind sie auf das Mittlere Albium der Kreidezeit beschränkt.

## Systematik
Die früher recht große und weit gefasste Gattung ist heute stark eingeengt und auf wenige Arten beschränkt, die sehr nahe mit der Typusart der Gattung verwandt sind. Die anderen Arten wurden neuen, der Gattung Hoplites nahe verwandten Gattungen zugewiesen. Die enge Verwandtschaft der neuen Gattungen mit der alten Gattung Hoplites wird mit dem zweiten Namensbestandteil -hoplites ausgedrückt, mit dem viele der neuen Gattungen enden. Die Gattung wird von manchen Autoren in zwei Untergattungen unterteilt, die Nominatuntergattung Hoplites (Hoplites) Neumayr, 1875 und Hoplites (Isohoplites) Casey, 1954.